# Championnat du Belgique masculin de handball 2019-2020
 (juin 2022).
Si vous disposez d'ouvrages ou d'articles de référence ou si vous connaissez des sites web de qualité traitant du thème abordé ici, merci de compléter l'article en donnant les références utiles à sa vérifiabilité et en les liant à la section « Notes et références ».
Navigation
Division 1 2018-2019 Division 1 2020-2021
La saison 2019-2020 du Championnat de Belgique masculin de handball fut la 62e saison de la plus haute division belge de handball. La première phase du championnat la phase classique, est suivi des Play-offs (dans lesquels, on retrouve les quatre meilleurs clubs engagés en BeNe League), des Play-offs II (dans lesquels on trouve les quatre meilleurs de la phase classique) et des Play-downs (dans lesquels on trouve les quatre autres équipes engagés en phase classique).
Cette édition est marquée par la pandémie de la Covid-19 qui voit le championnat annulé à la mi-mars. Par conséquent, il n'y a aucune équipe descendante ou montante.

## Participants
En gras, les clubs engagés en BeNe League 2019-2020
| Club                    | Classement 2016-2017 | Localisation            | Entraîneur              | Salle                                                     | Capacité |
| ----------------------- | -------------------- | ----------------------- | ----------------------- | --------------------------------------------------------- | -------- |
| Quibic Achilles Bocholt | 1er                  | Bocholt                 | Bart Lenders            | Sportcomplex De Damburg                                   | 1 539    |
| HC Visé BM              | 2e                   | Visé                    | Korneel Douven          | Hall Omnisports de Visé                                   | 600      |
| Sporting Pelt           | 3e                   | Neerpelt-Lommel         | Martin Vlijm Joël Abati | Sportcentrum Dommelhof                                    | 1 600    |
| Callant Tongeren        | 4e                   | Tongres                 | Vladimir Tomanović      | Eburons Dôme Tongeren                                     | 1 000    |
| Hubo Initia HC Hasselt  | 5e                   | Hasselt                 | Joseph Delpire          | Sporthal Alverberg                                        | 1 730    |
| KV Sasja HC Hoboken     | 6e                   | Anvers                  | Alex Jacobs             | Sportcomplex Sorghvliedt                                  | 950      |
| HC Atomix               | 7e                   | Haacht Keerbergen Putte | Lars Bertels            | Sporthal Den Dijk Sporthal Keerbergen Sporthal Klein Boom | ?        |
| EHC Tournai             | 9e                   | Tournai                 | Luc Vercauteren         | Hall des Sports de la C.E.T.                              | 2 000    |
| Apolloon Kortrijk       | 10e                  | Courtrai                | Koen Nel                | Sportcampus Lange Munte                                   | 2400     |
| HC Eynatten-Raeren      | 11e                  | Raeren                  | Bruno Thevissen         | Sporthalle Eynatten                                       | 700      |
| HC DB Gent              | 12e                  | Gand                    | Seyran Krojan           | Sporthal Hekers                                           | ?        |
| HC Visé BM II           | 13e                  | Visé                    | David Lhoest            | Hall Omnisports de Visé                                   | 600      |
| Olse Merksem HC         | 14e                  | Anvers                  | Piotr Konitz            | Sportcentrum De Rode Loop                                 | 321      |
| Kreasa HB Houthalen     | 1er (D2)             | Houthalen-Helchteren    | Fred D'hollander        | Sporthal Lakerveld                                        | ?        |

### Localisation
| \| HC Visé BM HC Visé BM II HC Atomix Olse Merksem KV Sasja Initia HC Hasselt HK Tongeren Achilles Bocholt Sporting NeLo EHC Tournai Kreasa HB Houthalen HC Eynatten-Raeren Gand Apolloon Kortrijk \| Localisation des clubs engagés dans le championnat |
| HC Visé BM HC Visé BM II HC Atomix Olse Merksem KV Sasja Initia HC Hasselt HK Tongeren Achilles Bocholt Sporting NeLo EHC Tournai Kreasa HB Houthalen HC Eynatten-Raeren Gand Apolloon Kortrijk                                                          |

Nombre d'équipes par Province
| # | Province                        | Nombre | Équipe(s) |
| - | ------------------------------- | ------ | --- |
| 1 | Province de Limbourg            | 5      | Hubo Initia HC Hasselt, Handbal Tongeren, QubiQ Achilles Bocholt, Sporting Neerpelt-Lommel, Kreasa HB Houthalen |
| 2 | Province de Liège               | 3      | HC Visé BM, HC Visé BM II, HC Eynatten-Raeren                                                                   |
| 3 | Province d'Anvers               | 2      | KV Sasja HC Hoboken, Olse Merksem HC                                                                            |
| 4 | Province de Hainaut             | 1      | EHC Tournai |
| 4 | Province du Brabant flamand     | 1      | HC Atomix |
| 4 | Province de Flandre-Orientale   | 1      | HC DB Gent |
| 4 | Province de Flandre-Occidentale | 1      | Apolloon Kortrijk                                                                                               |

## Compétition

### Organisation du championnat
La saison régulière est disputée par 8 équipes, chacune se rencontre à deux reprises. Une victoire rapporte 2 points, une égalité 1 point et une défaite 0 point.
Après la saison régulière, les 4 équipes les mieux classées de la saison régulière s'engagent dans les Play-offs II. Les quatre moins bien classés s'engage en Play-down. Les Play-off I ne concerne que les quatre meilleures équipes de BeNe League. 
Ainsi, en Play-offs I, les quatre meilleurs formations belges vont se disputer et le titre et les places européennes. Ces quatre équipes sont déjà assurés de disputer la prochaine BeNe League et débutent avec un nombre de points différent sur base de la saison régulière de la BeNe League : la première équipe belge débute ces play-offs avec 4 points, la seconde avec 3 points, la troisième avec 2 points et la quatrième avec 1 point. Ces quatre équipes se rencontrent à deux reprises afin de déterminer les deux meilleures équipes qui se qualifie alors pour la finale du championnat, une finale à trois manches qui débute chez les seconds. La cinquième et sixième équipe issus de la BeNe League s'affronte alors dans un duel pour la cinquième place qui se joue en cinq manches où le cinquième de BeNe League reçoit en premier ainsi qu'en dernier. 
Dans les Play-offs II, le même principe s'applique qu'en Play-off I. C'est-à-dire, qu'en fonction du classement de la saison régulière, la première équipe de D1 débute avec 4 points, la seconde avec 3 points, la troisième avec 2 points et la quatrième avec 1 point. Les deux premières équipes s'affrontent, comme en Play-off I, dans une finale à trois manches qui débute chez les seconds. Cette finale à trois a pour but de déterminer l'équipe qui va se qualifier en BeNe League et remplacer l'équipe ayant perdu le duel entre le cinquième et sixième de BeNe League. 
Pour ce qui est des 4 dernières équipes de la phase régulière, elles s'engagent quant à elles dans les play-downs. Il s'agit là aussi d'une compétition normale en phase aller-retour mais pour laquelle, le troisième de la phase régulière commence ces Play-downs avec 4 points, le quatrième avec 3 points, le cinquième avec 2 points et le sixième avec 1 point. Ces quatre équipes s'affrontent dans le but de ne pas pouvoir finir à la dernière place, synonyme de relégation en division 2.

## Résultats

### Classement
|   | Équipe              | Pts | J  | G  | N | P  | Bp  | Bc  | Diff |
| - | ------------------- | --- | -- | -- | - | -- | --- | --- | ---- |
| 1 | Kreasa HB Houthalen | 21  | 14 | 10 | 1 | 3  | 397 | 367 | 30   |
| 2 | Apolloon Kortrijk   | 20  | 14 | 9  | 2 | 3  | 402 | 385 | 17   |
| 3 | EHC Tournai         | 15  | 14 | 7  | 1 | 6  | 392 | 376 | 16   |
| 4 | Olse Merksem HC     | 15  | 14 | 7  | 1 | 6  | 380 | 373 | 7    |
| 5 | HC Eynatten-Raeren  | 13  | 14 | 5  | 3 | 6  | 378 | 371 | 7    |
| 6 | KV Sasja HC Hoboken | 12  | 14 | 6  | 0 | 8  | 372 | 384 | -12  |
| 7 | HC DB Gent          | 10  | 14 | 5  | 0 | 9  | 428 | 436 | -8   |
| 8 | HC Visé BM II       | 6   | 14 | 3  | 0 | 11 | 348 | 405 | -57  |

|                 | Qualification en Play-offs II |
|                 | Play-downs                    |
| en augmentation | Promu 2019                    |

### Saison régulière
| Résultats (dom.\ext.)                                      | E-R   | EHC   | GEN   | AKO   | HOU   | MER   | KVS   | VIS   |
| HC Eynatten-Raeren                                         |       | 28-28 | 40-31 | 28-28 | 24-24 | 31-28 | 27-20 | 10-0  |
| EHC Tournai                                                | 28-23 |       | 40-24 | 27-26 | 24-25 | 24-22 | 29-31 | 33-29 |
| HC DB Gent                                                 | 41-29 | 31-27 |       | 29-32 | 35-32 | 35-36 | 24-26 | 36-21 |
| Apolloon Kortrijk                                          | 27-25 | 26-25 | 31-28 |       | 33-29 | 23-23 | 32-23 | 28-25 |
| Kreasa HB Houthalen                                        | 23-31 | 27-21 | 28-23 | 32-25 |       | 29-28 | 34-21 | 37-30 |
| Olse Merksem HC                                            | 30-29 | 24-28 | 29-26 | 33-27 | 25-27 |       | 22-15 | 30-26 |
| KV Sasja HC Hoboken                                        | 30-23 | 34-26 | 32-33 | 29-30 | 28-29 | 28-23 |       | 30-23 |
| HC Visé BM II                                              | 33-30 | 26-32 | 33-32 | 29-34 | 19-21 | 25-27 | 29-25 |       |
| - Victoire à domicile - Match nul - Victoire à l'extérieur |       |       |       |       |       |       |       |       |

### Play-offs

#### Play-offs II

##### Classement
|   | Équipe              | Pts | J | G | N | P | Bp  | Bc  | Diff |
| - | ------------------- | --- | - | - | - | - | --- | --- | ---- |
| 1 | Kreasa HB Houthalen | 14  | 6 | 5 | 0 | 1 | 179 | 164 | 15   |
| 2 | EHC Tournai         | 10  | 6 | 4 | 0 | 2 | 170 | 168 | 2    |
| 3 | Olse Merksem HC     | 5   | 6 | 2 | 0 | 4 | 168 | 169 | -1   |
| 4 | Apolloon Kortrijk   | 5   | 6 | 1 | 0 | 5 | 168 | 184 | -16  |

|  | Qualification pour la finale pour la BeNe League |

##### Matchs
| Résultats (dom.\ext.)                                      | EHC   | AKO   | KHO   | MER   |
| EHC Tournai                                                |       | 27-24 | 25-29 | 25-26 |
| Apolloon Kortrijk                                          | 30-31 |       | 27-30 | -     |
| Kreasa HB Houthalen                                        | -     | 33-29 |       | 26-31 |
| Olse Merksem HC                                            | 30-32 | 28-30 | 24-26 |       |
| - Victoire à domicile - Match nul - Victoire à l'extérieur |       |       |       |       |

| Résultats (dom.\ext.)                                      | EHC   | AKO   | KHO | MER |
| EHC Tournai                                                |       | -     | -   | -   |
| Apolloon Kortrijk                                          | -     |       | -   | -   |
| Kreasa HB Houthalen                                        | -     | 35-28 |     | -   |
| Olse Merksem HC                                            | 29-30 | -     | -   |     |
| - Victoire à domicile - Match nul - Victoire à l'extérieur |       |       |     |     |

##### Classement
|   | Équipe              | Pts | J | G | N | P | Bp  | Bc  | Diff |
| - | ------------------- | --- | - | - | - | - | --- | --- | ---- |
| 1 | HC Eynatten-Raeren  | 14  | 7 | 4 | 2 | 1 | 196 | 175 | 21   |
| 2 | KV Sasja HC Hoboken | 12  | 7 | 4 | 1 | 2 | 181 | 159 | 22   |
| 3 | HC Visé BM II       | 8   | 7 | 3 | 1 | 3 | 179 | 205 | -26  |
| 4 | HC DB Gent          | 4   | 7 | 1 | 0 | 6 | 191 | 208 | -17  |

|  | Relégué |

##### Matchs
| Résultats (dom.\ext.)                                      | E-R   | GEN   | KVS   | VIS   |
| HC Eynatten-Raeren                                         |       | 33-30 | 20-20 | 28-28 |
| HC DB Gent                                                 | 24-33 |       | 25-33 | 31-22 |
| KV Sasja HC Hoboken                                        | 28-22 | 24-22 |       | 30-22 |
| HC Visé BM II                                              | 21-35 | 31-28 | 23-22 |       |
| - Victoire à domicile - Match nul - Victoire à l'extérieur |       |       |       |       |

| Résultats (dom.\ext.)                                      | E-R | GEN   | KVS   | VIS |
| HC Eynatten-Raeren                                         |     | -     | 25-24 | -   |
| HC DB Gent                                                 | -   |       | -     | -   |
| KV Sasja HC Hoboken                                        | -   | -     |       | -   |
| HC Visé BM II                                              | -   | 32-31 | -     |     |
| - Victoire à domicile - Match nul - Victoire à l'extérieur |     |       |       |     |